# Dicranota stainsi
Dicranota stainsi är en tvåvingeart som beskrevs av Alexander 1948. Dicranota stainsi ingår i släktet Dicranota och familjen hårögonharkrankar. Inga underarter finns listade i Catalogue of Life.